# Eleições autárquicas portuguesas de 2001 no distrito de Braga
| Eleições autárquicas portuguesas de 2001 Distritos: Aveiro \| Beja \| Braga \| Bragança \| Castelo Branco \| Coimbra \| Évora \| Faro \| Guarda \| Leiria \| Lisboa \| Portalegre \| Porto \| Santarém \| Setúbal \| Viana do Castelo \| Vila Real \| Viseu \| Açores \| Madeira |

## Resultados por concelho
Os resultados nos concelhos do Distrito de Braga foram os seguintes:

### Amares
| Partido                 | Partido                        | Votos  | %               | +/-   | Vereadores | +/-     |
| ----------------------- | ------------------------------ | ------ | --------------- | ----- | ---------- | ------- |
|                         | Partido Socialista             | 6 171  | 51,86 / 100,00  | 22,62 | 4 / 7      | 2       |
|                         | Partido Social Democrata       | 4 621  | 38,83 / 100,00  | 1,64  | 3 / 7      | Estável |
|                         | Partido Popular                | 677    | 5,69 / 100,00   | 23,07 | 0 / 7      | 2       |
|                         | Coligação Democrática Unitária | 177    | 1,49 / 100,00   | 0,53  | 0 / 7      | Estável |
| Votos Inválidos         | Votos Inválidos                | 254    | 2,13 / 100,00   | 0,66  |            |         |
| Total                   | Total                          | 11 900 | 100,00 / 100,00 |       | 7 / 7      |         |
| Eleitorado/Participação | Eleitorado/Participação        | 16 504 | 72,10 / 100,00  | 0,81  |            |         |

### Barcelos
| Partido                 | Partido                        | Votos  | %               | +/-  | Vereadores | +/-     |
| ----------------------- | ------------------------------ | ------ | --------------- | ---- | ---------- | ------- |
|                         | Partido Social Democrata       | 38 063 | 51,11 / 100,00  | 4,96 | 5 / 9      | Estável |
|                         | Partido Socialista             | 29 283 | 39,32 / 100,00  | 3,28 | 4 / 9      | Estável |
|                         | Partido Popular                | 2 369  | 3,18 / 100,00   | 3,03 | 0 / 9      | Estável |
|                         | Coligação Democrática Unitária | 1 868  | 2,51 / 100,00   | 0,94 | 0 / 9      | Estável |
|                         | Bloco de Esquerda              | 705    | 0,95 / 100,00   | Novo | 0 / 9      | Novo    |
|                         | Partido da Terra               | 584    | 0,78 / 100,00   | -    | 0 / 9      | -       |
| Votos Inválidos         | Votos Inválidos                | 1 606  | 2,16 / 100,00   | 0,55 |            |         |
| Total                   | Total                          | 74 478 | 100,00 / 100,00 |      | 9 / 9      |         |
| Eleitorado/Participação | Eleitorado/Participação        | 95 392 | 78,08 / 100,00  | 2,59 |            |         |

### Braga
| Partido                 | Partido                        | Votos   | %               | +/-  | Vereadores | +/-     |
| ----------------------- | ------------------------------ | ------- | --------------- | ---- | ---------- | ------- |
|                         | Partido Socialista             | 38 929  | 47,72 / 100,00  | 2,59 | 6 / 11     | Estável |
|                         | PSD-CDS-PPM                    | 28 759  | 35,25 / 100,00  | -    | 4 / 11     | -       |
|                         | Coligação Democrática Unitária | 7 177   | 8,80 / 100,00   | 0,34 | 1 / 11     | Estável |
|                         | Bloco de Esquerda              | 2 474   | 3,03 / 100,00   | Novo | 0 / 11     | Novo    |
|                         | PCTP/MRPP                      | 1 024   | 1,26 / 100,00   | -    | 0 / 11     | -       |
| Votos Inválidos         | Votos Inválidos                | 3 212   | 3,94 / 100,00   | 0,09 |            |         |
| Total                   | Total                          | 81 575  | 100,00 / 100,00 |      | 11 / 11    |         |
| Eleitorado/Participação | Eleitorado/Participação        | 126 300 | 64,59 / 100,00  | 0,97 |            |         |

### Cabeceiras de Basto
| Partido                 | Partido                        | Votos  | %               | +/-  | Vereadores | +/-     |
| ----------------------- | ------------------------------ | ------ | --------------- | ---- | ---------- | ------- |
|                         | Partido Socialista             | 6 753  | 55,44 / 100,00  | 7,53 | 4 / 7      | 1       |
|                         | Partido Social Democrata       | 4 481  | 36,79 / 100,00  | 6,45 | 3 / 7      | 1       |
|                         | Partido Popular                | 479    | 3,93 / 100,00   | 2,04 | 0 / 7      | Estável |
|                         | Coligação Democrática Unitária | 243    | 1,99 / 100,00   | 0,16 | 0 / 7      | Estável |
| Votos Inválidos         | Votos Inválidos                | 225    | 1,85 / 100,00   | 0,80 |            |         |
| Total                   | Total                          | 12 181 | 100,00 / 100,00 |      | 7 / 7      |         |
| Eleitorado/Participação | Eleitorado/Participação        | 16 099 | 75,66 / 100,00  | 4,11 |            |         |

### Celorico de Basto
| Partido                 | Partido                        | Votos  | %               | +/-  | Vereadores | +/-     |
| ----------------------- | ------------------------------ | ------ | --------------- | ---- | ---------- | ------- |
|                         | Partido Social Democrata       | 7 782  | 58,99 / 100,00  | 0,64 | 5 / 7      | Estável |
|                         | Partido Socialista             | 3 444  | 26,11 / 100,00  | 5,58 | 2 / 7      | 1       |
|                         | Partido Popular                | 1 377  | 10,44 / 100,00  | 4,75 | 0 / 7      | 1       |
|                         | Coligação Democrática Unitária | 195    | 1,48 / 100,00   | 0,09 | 0 / 7      | Estável |
| Votos Inválidos         | Votos Inválidos                | 393    | 2,97 / 100,00   | 0,12 |            |         |
| Total                   | Total                          | 13 191 | 100,00 / 100,00 |      | 7 / 7      |         |
| Eleitorado/Participação | Eleitorado/Participação        | 18 375 | 71,79 / 100,00  | 2,63 |            |         |

### Esposende
| Partido                 | Partido                        | Votos  | %               | +/-  | Vereadores | +/-     |
| ----------------------- | ------------------------------ | ------ | --------------- | ---- | ---------- | ------- |
|                         | Partido Social Democrata       | 11 427 | 56,52 / 100,00  | 3,27 | 5 / 7      | Estável |
|                         | Partido Socialista             | 5 709  | 28,24 / 100,00  | 6,47 | 2 / 7      | 1       |
|                         | Partido Popular                | 1 882  | 9,31 / 100,00   | 3,93 | 0 / 7      | 1       |
|                         | Coligação Democrática Unitária | 596    | 2,95 / 100,00   | 1,26 | 0 / 7      | Estável |
| Votos Inválidos         | Votos Inválidos                | 602    | 2,98 / 100,00   | 0,54 |            |         |
| Total                   | Total                          | 20 216 | 100,00 / 100,00 |      | 7 / 7      |         |
| Eleitorado/Participação | Eleitorado/Participação        | 27 176 | 74,39 / 100,00  | 1,33 |            |         |

### Fafe
| Partido                 | Partido                        | Votos  | %               | +/-   | Vereadores | +/-     |
| ----------------------- | ------------------------------ | ------ | --------------- | ----- | ---------- | ------- |
|                         | Partido Socialista             | 17 968 | 57,99 / 100,00  | 10,16 | 5 / 7      | 1       |
|                         | PSD-CDS                        | 9 965  | 32,16 / 100,00  | -     | 2 / 7      | -       |
|                         | Coligação Democrática Unitária | 2 100  | 6,78 / 100,00   | 4,46  | 0 / 7      | Estável |
| Votos Inválidos         | Votos Inválidos                | 950    | 3,07 / 100,00   | 0,31  |            |         |
| Total                   | Total                          | 30 983 | 100,00 / 100,00 |       | 7 / 7      |         |
| Eleitorado/Participação | Eleitorado/Participação        | 44 511 | 69,61 / 100,00  | 3,06  |            |         |

### Guimarães
| Partido                 | Partido                        | Votos   | %               | +/-  | Vereadores | +/-     |
| ----------------------- | ------------------------------ | ------- | --------------- | ---- | ---------- | ------- |
|                         | Partido Socialista             | 41 980  | 49,99 / 100,00  | 0,24 | 6 / 11     | Estável |
|                         | Partido Social Democrata       | 24 583  | 29,28 / 100,00  | 2,52 | 4 / 11     | 1       |
|                         | Coligação Democrática Unitária | 10 281  | 12,24 / 100,00  | 2,27 | 1 / 11     | 1       |
|                         | Partido Popular                | 3 714   | 4,42 / 100,00   | 1,45 | 0 / 11     | Estável |
|                         | PCTP/MRPP                      | 1 128   | 1,34 / 100,00   | -    | 0 / 11     | -       |
| Votos Inválidos         | Votos Inválidos                | 2 285   | 2,72 / 100,00   | 0,39 |            |         |
| Total                   | Total                          | 83 971  | 100,00 / 100,00 |      | 11 / 11    |         |
| Eleitorado/Participação | Eleitorado/Participação        | 126 662 | 66,30 / 100,00  | 0,57 |            |         |

### Póvoa de Lanhoso
| Partido                 | Partido                        | Votos  | %               | +/-   | Vereadores | +/-     |
| ----------------------- | ------------------------------ | ------ | --------------- | ----- | ---------- | ------- |
|                         | Partido Socialista             | 9 129  | 63,06 / 100,00  | 10,90 | 5 / 7      | 1       |
|                         | Partido Social Democrata       | 4 207  | 29,06 / 100,00  | 15,80 | 2 / 7      | 1       |
|                         | Coligação Democrática Unitária | 542    | 3,74 / 100,00   | 3,38  | 0 / 7      | Estável |
|                         | Partido Popular                | 333    | 2,30 / 100,00   | 1,45  | 0 / 7      | Estável |
| Votos Inválidos         | Votos Inválidos                | 265    | 1,83 / 100,00   | 0,05  |            |         |
| Total                   | Total                          | 14 476 | 100,00 / 100,00 |       | 7 / 7      |         |
| Eleitorado/Participação | Eleitorado/Participação        | 19 807 | 73,09 / 100,00  | 2,38  |            |         |

### Terras de Bouro
| Partido                 | Partido                        | Votos | %               | +/-  | Vereadores | +/-     |
| ----------------------- | ------------------------------ | ----- | --------------- | ---- | ---------- | ------- |
|                         | Partido Social Democrata       | 2 606 | 42,88 / 100,00  | 5,16 | 2 / 5      | 1       |
|                         | Partido Socialista             | 1 996 | 32,84 / 100,00  | 6,48 | 2 / 5      | Estável |
|                         | Grupo de Cidadãos              | 1 093 | 17,98 / 100,00  | Novo | 1 / 5      | Novo    |
|                         | Partido Popular                | 174   | 2,86 / 100,00   | 3,31 | 0 / 5      | Estável |
|                         | Coligação Democrática Unitária | 66    | 1,09 / 100,00   | 1,70 | 0 / 5      | Estável |
| Votos Inválidos         | Votos Inválidos                | 143   | 2,35 / 100,00   | 1,33 |            |         |
| Total                   | Total                          | 6 078 | 100,00 / 100,00 |      | 5 / 5      |         |
| Eleitorado/Participação | Eleitorado/Participação        | 8 382 | 72,51 / 100,00  | 3,52 |            |         |

### Vieira do Minho
| Partido                 | Partido                        | Votos  | %               | +/-   | Vereadores | +/-     |
| ----------------------- | ------------------------------ | ------ | --------------- | ----- | ---------- | ------- |
|                         | Partido Socialista             | 5 077  | 47,82 / 100,00  | 13,86 | 4 / 7      | 1       |
|                         | Partido Social Democrata       | 5 022  | 47,31 / 100,00  | 16,86 | 3 / 7      | 1       |
|                         | Coligação Democrática Unitária | 111    | 1,05 / 100,00   | 0,97  | 0 / 7      | Estável |
|                         | Partido Popular                | 90     | 0,85 / 100,00   | 2,01  | 0 / 7      | Estável |
|                         | Bloco de Esquerda              | 76     | 0,72 / 100,00   | Novo  | 0 / 7      | Novo    |
| Votos Inválidos         | Votos Inválidos                | 240    | 2,26 / 100,00   | 0,53  |            |         |
| Total                   | Total                          | 10 616 | 100,00 / 100,00 |       | 7 / 7      |         |
| Eleitorado/Participação | Eleitorado/Participação        | 14 431 | 73,56 / 100,00  | 4,11  |            |         |

### Vila Nova de Famalicão
| Partido                 | Partido                        | Votos   | %               | +/-   | Vereadores | +/-     |
| ----------------------- | ------------------------------ | ------- | --------------- | ----- | ---------- | ------- |
|                         | PSD-CDS                        | 35 284  | 46,82 / 100,00  | -     | 6 / 11     | -       |
|                         | Grupo de Cidadãos              | 21 440  | 28,45 / 100,00  | Novo  | 3 / 11     | Novo    |
|                         | Partido Socialista             | 13 841  | 18,37 / 100,00  | 30,75 | 2 / 11     | 4       |
|                         | Coligação Democrática Unitária | 2 608   | 3,46 / 100,00   | 0,71  | 0 / 11     | Estável |
|                         | Bloco de Esquerda              | 477     | 0,63 / 100,00   | Novo  | 0 / 11     | Novo    |
| Votos Inválidos         | Votos Inválidos                | 1 708   | 2,27 / 100,00   | 0,05  |            |         |
| Total                   | Total                          | 75 358  | 100,00 / 100,00 |       | 11 / 11    |         |
| Eleitorado/Participação | Eleitorado/Participação        | 101 850 | 73,99 / 100,00  | 1,93  |            |         |

### Vila Verde
| Partido                 | Partido                                  | Votos  | %               | +/-   | Vereadores | +/-     |
| ----------------------- | ---------------------------------------- | ------ | --------------- | ----- | ---------- | ------- |
|                         | Partido Social Democrata                 | 20 746 | 70,54 / 100,00  | 30,16 | 5 / 7      | 2       |
|                         | Grupo de Cidadãos (Apoiado por CDS e PS) | 6 929  | 23,56 / 100,00  | Novo  | 2 / 7      | Novo    |
|                         | Coligação Democrática Unitária           | 880    | 2,99 / 100,00   | 1,41  | 0 / 7      | Estável |
| Votos Inválidos         | Votos Inválidos                          | 856    | 2,91 / 100,00   | 0,59  |            |         |
| Total                   | Total                                    | 29 411 | 100,00 / 100,00 |       | 7 / 7      |         |
| Eleitorado/Participação | Eleitorado/Participação                  | 39 703 | 74,08 / 100,00  | 1,54  |            |         |

### Vizela
| Partido                 | Partido                        | Votos  | %               | Vereadores |
| ----------------------- | ------------------------------ | ------ | --------------- | ---------- |
|                         | Partido Socialista             | 6 245  | 50,76 / 100,00  | 5 / 7      |
|                         | Partido Social Democrata       | 3 147  | 25,58 / 100,00  | 2 / 7      |
|                         | Grupo de Cidadãos              | 1 236  | 10,05 / 100,00  | 0 / 7      |
|                         | Partido Popular                | 824    | 6,70 / 100,00   | 0 / 7      |
|                         | Coligação Democrática Unitária | 366    | 2,97 / 100,00   | 0 / 7      |
|                         | Partido da Terra               | 78     | 0,63 / 100,00   | 0 / 7      |
|                         | PCTP/MRPP                      | 69     | 0,56 / 100,00   | 0 / 7      |
|                         | Bloco de Esquerda              | 60     | 0,49 / 100,00   | 0 / 7      |
| Votos Inválidos         | Votos Inválidos                | 278    | 2,27 / 100,00   |            |
| Total                   | Total                          | 12 303 | 100,00 / 100,00 | 7 / 7      |
| Eleitorado/Participação | Eleitorado/Participação        | 16 931 | 72,67 / 100,00  |            |